# KaZaA
KaZaA és un client P2P desenvolupat pels programadors Ahti Heinla, Priit Kasesalu i Jaan Tallinn i pels empresaris de Skype i de The Venice Project (rebatejat Joost), Niklas Zennström i Janus Friis. Els tres companys estonians són igualment en l'origen del programari Skype. KaZaA es connecta sobre la xarxa FastTrack, caracteritzada per la seva arquitectura descentralitzada. Fa alguns anys FastTrack era considerada com la xarxa P2P més utilitzada del món.
KaZaA va ser sovint criticada per diferents raons :
- pels usuaris, ja que integrava nombrosos spywares (programaris espies), per exemple New.net i Cydoor.
- per les empreses discogràfiques perquè era utilitzat principalment com a mitjà d'intercanvi de fitxers musicals protegits per copyright.

Sharman Networks, societat editora de KaZaA, va guanyar una causa contra les acusacions de les grans cases de discos i de la RIAA, per violació de copyright : aquesta victòria va ser deguda a aquesta descentralització de la xarxa que utilitza KaZaA : els fitxers que circulen d'usuari a usuari no són en un servidor principal (contràriament al cèlebre client Napster, qui va perdre justament el seu procés per aquesta raó). El control de les informacions és gairebé  impossible i Niklas Zennström (fundador de KaZaA, i desenvolupador de Skype i de The Venice Project) no té doncs cap responsabilitat de cara al tipus de contingut (lliure o sota llicència de drets d'autor) que circulen gràcies a la seva creació.
Hi ha una versió de KaZaA sense programari espia denominada Kazaa Lite. Aquesta versió no va ser produïda per Sharman Networks.
Malgrat allò, KaZaA va agafar des de 2001 el relleu de Napster com a referència ineludible pel gran públic o la premsa, quan es desitja descriure un mitjà gratuït d'intercanviar fitxers musicals o vídeo. Tanmateix, els atacs judicials contra el telecarregament il·legal a KaZaA van empènyer cada vegada més els usuaris a abandonar-lo per a altres programaris, com l'eMule.
Va tancar el setembre del 2005, com a resposta a una condemna de la justicia.
El 2007, la base d'usuaris de KaZaA era quasi nul·la.
El juliol del 2009, el projecte torna en forma d'una plataforma de distribució legal per mitjà d'un abonament mensual permetent telecarregar de manera il·limitada. El catàleg comprèn més un milió de títols procedents dels repertoris de les majors, com EMI, Universal Music, Warner Music.